# 金門島にかける橋
『金門島にかける橋』（きんもんとうにかけるはし）は、1962年11月3日に公開された、松尾昭典監督、日台共同制作の日本の映画。台湾で大規模ロケーションが行われた。

## あらすじ
外科医である武井は、朝鮮戦争での負傷者を治療するため日本を離れた。彼が働く病院に、恋人の行方を捜しに台湾人の女がやってきたが、既に彼女の恋人は他界していた。武井は落ち込む女を慰めると、彼女は武井にお礼のアクセサリーを渡たして台北へと帰っていった。それから3年の月日が流れ、武井は金門島へとやってくると、偶然にもその台湾人の女を目撃する。
「……麗春！」彼女は弟と共に雄世の父、哲文に引きとられていたのだった。「私、毎日力一杯生きています……みんな、あなたのお陰です」じっと瞶め合う二人の胸に懐しさがこみ上げて来た。しかし、哲文は麗春が双十節の日、劉上尉と結婚式を挙げることを伝えた。中共の金門島砲撃が激しさを加えてきた。「私、あなたと一緒に日本へ行きたい」激情のまま胸に飛び込む麗春の手を離し、武井はそっと姿を消した。ホテルには、松阪と日本からはるばる訪ねて来たかおるが待っていた。すべてを捨てて来たかおるに武井の言葉は冷たかった。双十節－－広場は華々しいマーチとパレードが展開され、群衆の歓声と祝砲が怒涛のように流れていた。婚礼衣裳の麗春の許へ武井の贈物が届けられた。“船が急に出航することになり、二度と会えないかも知れないがお幸せに……”麗春は街へ飛び出して行った。高雄からの輸送船団が金門島に近づくころ、再び砲撃が始まり武井、松阪の上陸艇が至近弾を受けて沈んだ。傷ついた松阪をかばいながら武井は砲弾の中を岸に向かって泳いだ……そして、金門島の岩礁地帯にたどりついたとき、松阪はすでに息絶えていた。そのとき、砲声と黒煙の中に武井を呼ぶ声があった。「麗春！」岩から岩へ……波打ち際をを……駆け寄る二人に至近弾が炸裂した。武井に抱えられた麗春は「……こんどお会いするときは戦争のないところで……」といって静かに息絶えた。「やめろ！やめないか！」武井の姿が黒煙と焔の中に消えて、ただ絶叫だけが残るのだった。

## キャスト
- 石原裕次郎 : 武井一郎
- 華欣 : 楊（ヤン）麗春
- 芦川いづみ : 高木かおる
- 山内賢 : 王小栄
- 佐々木孝丸 : 病院経営者
- 唐宝雲 : 王美蘭
- 武家麒 : 劉上尉
- 李影 : 張
- 李冠章 : 頼
- ウェイ・ウェイ : 陳
- 長尾敏之助 : 病院長
- 永井智雄 : 主任教授
- 宮原徳平 : 新聞記者
- 柳瀬志郎 : 新聞記者
- 花村典昌 : 新聞記者
- 羅興華 : 台北空港事務員
- 潘潔猗 : 竜山寺の老婆
- 王菲 : 海軍憲兵
- 車伝鼎 : 海軍連絡官
- 劉瑛 : 警察官
- 相原巨典 : 東方大飯店支配人
- 小泉郁之助 : 代議士
- 雪丘恵介 : 代議士
- 星ナオミ : 幹事長の娘
- 紀原土耕 : タクシーの運転手
- 進千賀子 : 台湾大学看護婦
- 大坂志郎 : 王哲文
- 二谷英明 : 松阪和男

## スタッフ
- 監督 ：松尾昭典
- 企画 : 中井景、李潔
- 脚本 ：江崎実生、山崎巌
- 撮影 : 岩佐一泉
- 照明 : 藤林甲
- 録音 : 沼倉範夫
- 美術 : 中村公彦
- 編集 : 辻井正則
- 助監督 : 千野皓司
- 色彩計測 : 小栗準之助
- 特殊技術 : 金田啓治
- 現像 : 東洋現像所
- 製作主任 : 銭谷功
- スチール : 斎藤耕一
- 音楽 : 黛敏郎